# Escut de Madrid

Disseny oficial de l'escut de Madrid

L'escut de Madrid representa la vila de Madrid i particularment l'Ajuntament de Madrid. Es va oficialitzar el 1967, tot i que té orígens medievals. L'Ajuntament de Madrid fa servir una versió de l'escut com a logotip municipal. La seva descripció heràldica és la següent: D'argent, un arbocer de sinople fruitat de gules i terrassat de sinople, amb un os de sable estantolat a la sinistra; bordura d'atzur carregada de set estrelles de plata.
Es diu que antigament els ossos eren habituals en la zona. L'os enfilant-se a l'arboç fa referència a una sèrie de plets que tenia l'Ajuntament amb el cabiscol eclesiàstic sobre l'aprofitament dels terrenys de la vila, aquests es resolgueren en què els terrenys de pastura serien per al cabiscol, mentre que els monts serien per a la vila. En remembrança d'aquest acord l'os enfilat en l'arboç representés a la vila, mentre que el cabiscol adoptà la d'un os pasturant. Les set estrelles, presents també en l'escut de la Comunitat de Madrid, representen les set estrelles que conformen la constel·lació de l'Ossa Major, també dita el carro, que en llatí es diu carpèntum i de la que es refereix el topònim Carpetània del que Madrid pren un dels seus noms pretèrits de Màntua Carpetana o Mantua Carpetanorum. La corona reial fou una concessió de l'emperador Carles V del Sacre Imperi Romanogermànic en les Corts de Valladolid de 1544 als procuradors de Madrid que li demanaren aquest honor.

## Galeria d'imatges

ca.1600−ca.1650
ca.1650−1859
1859−1873 i 1874−1931
1873−1874 i 1931−1939
1939−1967
1967−1982
Des del 1982
Logotip de l'Ajuntament de Madrid